# Костянтинівка (Сарненський район)
Костянти́нівка — село в Україні, у Сарненській міській громаді Сарненського району Рівненської області. Населення становить 909 осіб.

## Загальні відомості
Село Костянтинівка розміщене в центрі Сарненського району. До 2020 року - центр сільської ради, якій були  підпорядковані населені пункти Іванівка та Орлівка. Розташоване за 7 км від районного центру. Дворів — 225, населення -940 жителів. Сусідні села -Чемерне, Іванівка, Орлівка, Немовичі.

## Герб
У лазуровому щиті з золотою главою пливе срібний лебідь з чорними очима і червоним дзьобом, що супроводжується справа зеленими стеблами трави і золотими очеретинами з зеленими стеблами.

## Історія
Багатий і прекрасний наш поліський край. Навкруги височенні стрункі сосни та берези, які постійно тягнуться до сонця. Шумлять столітні дуби, а кругом — озера, болота. Саме ці землі були жалувані благочинному Костянтину Балдинському, на честь якого й названо село Костянтинівкою. Маєток пана Балдинського був дуже красивий, збудований по-господарськи і з хорошим смаком. Сім'я жила в просторому багатокімнатному будинку, поруч була збудована стайня для худоби та інші господарські будівлі. Навколо маєтку ріс парк, у якому переважали широколисті дерева, а також декоративні кущі, особливо приваблювали різні сорти бузку. До маєтку вели алеї, вздовж яких висаджувалось багато різноманітних квітів. Поруч знаходився ставок, у центрі якого — острівець з альтанкою, до якої з берега був прокладений місток. Там у вільний час відпочивала сім'я.
Згідно спогадів старожилів, землі нашого села належали полякам, а тому більшість назв урочищ пов'язана з їхніми іменами, прізвищами:
- «Фільварок» — господарство, яке належало польським власникам. Там вони вирощували сільськогосподарську продукцію, яку потім вивозили до Польщі;
- «Купча» — урочище, яке продавалося згідно договору, що називався «купчою»;
- «Річки» — частина селянської землі, яка протягом довгого часу була поросла лісом і через нього протікала річка(достатньо велика), довкола були болота. У річці водилася риба, яка суттєво поповнювала раціон місцевих жителів;
- «Вовчі гори» — тут були непрохідні хащі, де водилося багато вовків, що і дало назву даній місцині;
- «Кабалове» — назва урочища пов'язана з власником землі на прізвище Кабала;
- «Блокова лінія» — місце колишньої вузькоколійної залізниці, збудованої німцем Блоком для вивезення лісу;
- «Мартинів ріг» — урочище назване на честь його власника, з одного боку оточене болотами, з іншого — землями села Немовичі (у вигляді рогу);
- «Малий і Великий Радіж» — землі, що належали двом братам полякам Радіжам. Один з них мав землі більше, а другий — менше, це і зумовило назви;
- «Сідильське» — територія, яку займали переселенці із Сарн. До створення колгоспів більшість сільчан вела одноосібне господарство. Вся землі розділялася довгими вузькими смугами на них знаходилась селянська оселя, клуня, хлів для худоби.

Селянська хата будувалась в основному з дерева, була дуже маленька, з низькими віконницями, через які в оселю потрапляло зовсім мало світла. Більшість будівель були однокімнатними, у кожній стояла піч; великий стіл, за яким обідала вся сім'я;дерев'яні лави; ліжка з солом'яними матрацами; мисники, на яких ставився примітивний глиняний посуд: глечики, горщики, макітри, дерев'яні ложки. Частина землі відводилась під садові, овочеві культури та ягідники, решта- під зернові культури, картоплю, сінокоси. В садках вирощували яблука, груші, сливи, значні ділянки відводились для вирощування полуниць. Проте фруктами і ягодами не могли ласувати навіть діти, оскільки буквально все продавалось на ринку, або ще з весни майбутній урожай забирали перекупники. Тяжкою і виснажливою була праця селянина, до того ж майже все він повинен був виконувати вручну. Така праця була малопродуктивною і вирощеного врожаю ледь вистачало до наступних жнив.
Колгосп на території села було організовано в 1948 році, його очолив Орешко (Себулько). Все починали з пари корів, яких утримали у одноосібників. Зрозуміло, що в такому господарстві лише збирали молоко і здавали державі. За часів головування Орешка збудували два приміщення для худоби, проте й надалі господарство залишалося примітивним, адже худобу годували соломою, а поїли з криниці. Наступниками Орешка були Котик Микита та Козирєв. Саме за роки головування Козирєвим по провулку Новоселів було збудовано конюшню, вівчарник та водогін. У 1954 році господарство очолив Слобожанюк. Він був дбайливим господарем, прагнув підняти не тільки колгосп, але дбав і про людей — зумів підвищити заробітну платню. Але за короткий час його перевели в сусіднє господарство. І колгосп очолив Ратич. Саме в цей час колективне господарство розбудовується швидкими темпами: проводиться масова розсортовування земель, будуються нові тваринницькі приміщення, приміщення тракторної бригади та току. Цю роботу продовжують Мізинець та Буханський В. І. В 1984 році колгосп очолив Хомук М. Т. В цей час проводиться капітальний ремонт току і окремих складських приміщень, збудовано два чотирьох і два одноквартирних будинки для колгоспних спеціалістів. В травні 1997 року на загальних зборах колгоспу головою правління колективного господарства «Мир» була обрана Калюш Н. З. Рішенням загальних зборів в 2000 році колгосп «Мир» реформовано і створено нове селянсько-фермерське господарство «Пролісок». Станом на 01.01.2000 року з СФГ «Пролісок» 62 громадян вийшли із своїми паями для ведення товарного виробництва. Плекають поле, помаленьку розживаються технікою. Уже є в селі кілька власних тракторів, вантажних автомашин, комбайнів. Багато хто тримає коней. Важко нині доводиться селянам, але Костянтинівка будується. Є сім'ї де виховують десять і більше дітей. Це родини Андрія та Любові Бахно, Дмитра та Лідії Слободзянів, Миколи та Віри Сергійчуків.
Відповідно до Розпорядження Кабінету Міністрів України від 12 червня 2020 року № 722-р «Про визначення адміністративних центрів та затвердження територій територіальних громад Рівненської області» увійшло до складу Сарненської міської громади.

## Населення
За переписом населення 2001 року в селі мешкала 851 особа.

### Мова
Розподіл населення за рідною мовою за даними перепису 2001 року:
| Мова            | Кількість | Відсоток |
| --------------- | --------- | -------- |
| українська      | 897       | 98.68%   |
| російська       | 11        | 1.21%    |
| інші/не вказали | 1         | 0.11%    |
| Усього          | 909       | 100%     |

## Економіка
На сьогоднішній день на території Костянтинівської сільської ради знаходяться угіддя СГПП «Мир», яке очолює Чиж М. А. і Костянтинівське лісництво на чолі з Зарвою О .Я.

## Освіта
На початку XX століття у Костянтинівці існувала початкова публічна школа. Навчання в ній проводилося польською мовою. Вивчалися такі предмети як історія, релігія, польська мова, географія, природознавство, арифметика та геометрія, малювання, співи. Директором школи працював поляк Круль. Навчалися тут діти і українців, і поляків; стосунки між ними були дружними. Учні із задоволенням відвідували навчальний заклад. За свідченням старожилів, їх у школі харчували: на обід виділяли дві скибки хліба зі смальцем та гербату (чай). На перервах діти з учителями грали в цікаві ігри та вивчали польські приказки, вірші, пісні. У 1938—1939 р.р. польська влада побудувала в селі нову школу, яку в кінці червня 1941 року, спалили радянські війська, що відступали. Під час німецької окупації навчання дітей не проводилось. З вересня 1944 року навчання дітей організоване в одній із кімнат хати жительки села Павлишин Надії Володимирівни та в покинутому будинку поляків-переселенців. Вчителем працював молодий спеціаліст Кліщевніков, але доля його була трагічною: на очах у дітей його зв'язали невідомі «лісові хлопці» і відвели в невідомому напрямку… І дотепер ніхто не знає, де його могила. Зі спогадів перших вчителів Войтюк О. С., Скобюк К. А., які приїхали до Костянтинівки у 1945 році, картина була невтішною. Селяни допомогли обладнати дві класні кімнати. Навчання проводилось у три зміни. Хоч у селі нараховувалось 45 хат, школу відвідувало понад 100 учнів, більшість з яких переростки, які не вміли ані читати, ані писати. У 1950 році з допомогою сільської громади було організовано семирічну школу (добудували декілька класних кімнат). На 1955 рік у школі працювало вісім вчителів. З вересня 1957 року по 1984 рік на посаді директора школи працювала вчитель української мови та літератури Якимюк Тетяна Матвіївна. Під її керівництвом побудували приміщення сучасної школи, яка була введена в експлуатацію у 1968 році. Навчальний заклад був розрахований на 180 учнів. У школі навчалося більше 200 дітей, тому наповнюваність класів становила від 32 до 37 школярів. У 60-70 роках навчальний заклад поповнився новими кваліфікованими кадрами: Котик Н. Д.(вчитель математики), Поліщук О. Н. (вчитель української мови), Кузьменко М. В. (вчитель фізичної культури і праці), Гришканич В. І.(вчитель фізики), Філоненко М. І. (вчитель біології та хімії) Войтюк С. М. (вчитель іноземної мови). З 1984 року шкільний колектив очолював Шеруда В. І. У 90-х роках побудовано спортивний зал; після чорнобильської катастрофи добудували нову їдальню; одну з класних кімнат переобладнано на актову залу. З лютого 2000 року на посаді директора працює Корень Г. В.

## Культура
Головним осередком культури в селі є клуб, побудований у 1973 році. Першим його завідувачем працював Войтюк С. П. Тут знаходилась і сільська рада. Першим головою сільської ради був Войтюк Левко, його наступниками стали Балдинський І. Я. та Лугунович П. П. Пізніше сільрада перенесена до села Сарн, коли воно відійшло до міста сільська рада відновила свою роботу в Костянтинівці.
Нове приміщення сільради введено в експлуатацію у 1988 році.
Осередком релігійного життя є церква Святого Юрія, молитовний будинок християн-п'ятидесятників.
Працює в селі бібліотека.

## Охорона природи
- Урочище «Вовча гора» — орнітологічний заказник місцевого значення.
- Костянтинівський — лісовий заказник.
- Костянтинівське — лісовий заказник.